# 威廉·亚历山大 (英国画家)

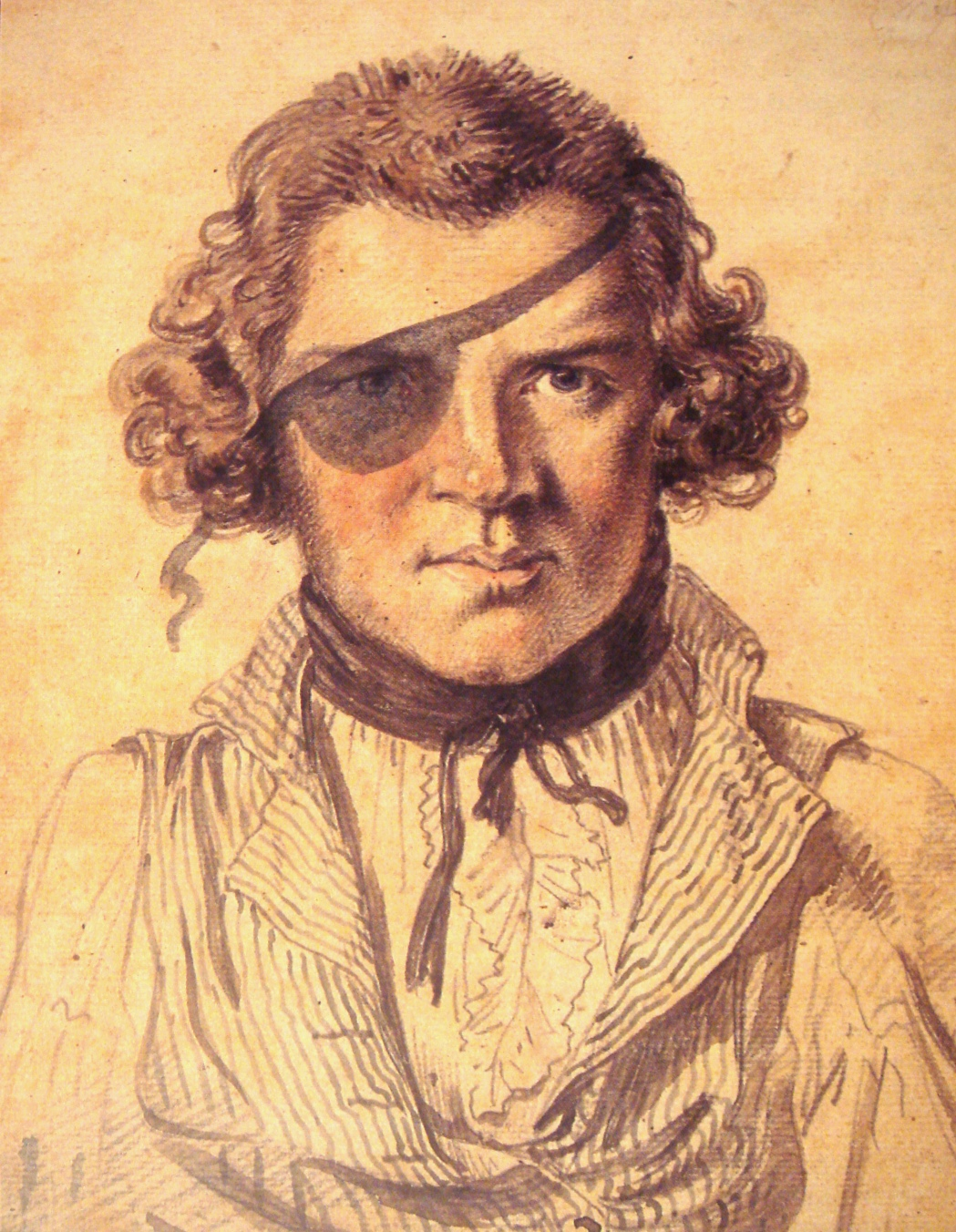
自画像，1793年

威廉·亚历山大（英語：William Alexander，1767年4月10日—1816年7月23日），英国画家、插画家、版画家。
亚历山大曾随同馬戛爾尼使團访问中国，留下多副画作，记录了18世纪末清朝城乡官民的风貌。